# Konrad Wilhelm von Wernau
Konrad Wilhelm von Wernau (né le 6 août 1638 à Dettingen, mort le 5 septembre 1684 à Wurtzbourg) est prince-évêque de Wurtzbourg de 1683 à sa mort.

## Biographie
La famille von Wernau est une famille de noblesse souabe. Leur siège éponyme se trouve aujourd'hui à Erbach.
Tout juste élu, Konrad Wilhelm von Wernau meurt avant la confirmation papale.